# オーバー30
『オーバー30』（オーバーサーティー）は、CBCテレビの制作により2009年1月5日から2月27日まで、TBS系「ひるドラ」（月 - 金 13:30 - 14:00〈JST〉）枠で放送された日本の昼ドラ。ハイビジョン制作。

## 概要
主演は島崎和歌子。島崎はTBS系の愛の劇場枠で放送された『三代目のヨメ!』以来1年ぶりの昼ドラ主演作であった。
本作は、CBC制作昼の連続ドラマ以来38年間続いたCBC制作による昼ドラの最終作品となった（終了に至る経緯は「愛の劇場」を参照）。

また、ドラマ30枠のCBC制作分で1月改編期、並びに年明けにあわせて新番組として開始した唯一の作品となった。
なお、本作の終了によって、CBC制作・全国ネットの連続ドラマ枠は全て消滅した。本枠終了後、平日13時台後半の帯のCBC制作枠は『おとなの教室』（『ひるネタ』時代はお昼前）開始までブランク期間が生じた。

## あらすじ
江藤愛子は36歳で専業主婦にして1男1女の母。ある日彼女は、夫・直之が東京出張と称して浮気をしていることを知る。ショックを受けた愛子だったが、やがて思い切った行動に出る。子供を連れて上京、夫の浮気相手・若山美香の家に転がり込んだのだ。最初は困惑した美香も、人生をやり直したいという愛子の就職活動を支援したりするようになる。やがて美香の家には愛子を連れ戻そうとする直之や姑、いつまで経っても結婚しない娘に業を煮やす美香の母までもがやってきて……。

## キャスト
- 江藤愛子 - 島崎和歌子
- 若山美香 - 遊井亮子
- 江藤直之 - 高知東生
- 江藤桜子 - 小池彩夢
- 江藤健太 - 鏑木海智[注釈 1]
- 山田耕治 - 高橋光臣
- 春野岳史 - 升毅
- 安西かおる - 相本久美子
- 葉山あずさ - 安田良子
- 空海一輝 - 田中実
- 蛯原珠子 - 角替和枝
- 鳥居保 - 今井恒允
- 渋井吾郎 - 新納敏正
- 白鳥桃代 - 中原ひとみ
- 白鳥梨絵 - 彩月貴央
- 鮎川範子 - 藁科みき
- 春野スミレ - 宮口綾華
- 岡村涼子 - 米澤綾菜
- 夏木駿 - 松尾青龍
- 秋山陸 - 佐藤晨
- 夏木智子 - 加藤忍
- 相澤レイ - 田野アサミ
- ボディビルダー - 吉田勝也
- 江藤公平 - 板東英二[注釈 2]
- 江藤聡子 - 絵沢萌子
- 若山杏子 - 中尾ミエ

## 主題歌
- 島崎和歌子『Happy Life 〜明日に向かって〜』（ユニバーサルミュージック）
島崎と同じ高知県出身[注釈 3]で、公私共に親しい岡本真夜が作詞・作曲を手掛ける。

## スタッフ
- 脚本：川嶋澄乃
- 演出：青山貴洋（名古屋東通企画）、佐藤浩二、塚田哲也（アズバーズ）
- 音楽：岩崎文紀
- 協力：CBCクリエイション、名古屋東通企画、第一舞台ほか
- プロデューサー：塚田哲也（アズバーズ）
- 宣伝：重松和世、木原猛
- 制作デスク：榎本和代
- 制作協力：アズバーズ
- 製作・著作：CBCテレビ

## サブタイトル
| 回数   | 第1週～第4週                       | 脚本     | 演出     | 回数   | 第5週～第8週             | 脚本     | 演出     |
| ------ | ---------------------------------- | -------- | -------- | ------ | ------------------------ | -------- | -------- |
| 第1回  | 36歳女の本音トーク炸裂             | 川嶋澄乃 | 青山貴洋 | 第21回 | 新しい恋の予感!?奇人登場 | 川嶋澄乃 | 青山貴洋 |
| 第2回  | 波乱の同居生活が始まる…            | 川嶋澄乃 | 青山貴洋 | 第22回 | 本音むき出しの大喧嘩勃発 | 川嶋澄乃 | 青山貴洋 |
| 第3回  | 愛子に甘い誘惑が忍び寄る           | 川嶋澄乃 | 青山貴洋 | 第23回 | 恋に効く血液型弁当始動!  | 川嶋澄乃 | 青山貴洋 |
| 第4回  | 独身女美香の弱気なホンネ           | 川嶋澄乃 | 青山貴洋 | 第24回 | 美香と耕治、恋、すれ違い | 川嶋澄乃 | 青山貴洋 |
| 第5回  | 愛子が下した重大な決断!?           | 川嶋澄乃 | 青山貴洋 | 第25回 | 桜子の秘密に愛子愕然!    | 川嶋澄乃 | 青山貴洋 |
| 第6回  | 激怒!美香が決定的発言!!            | 川嶋澄乃 | 青山貴洋 | 第26回 | 桜子の乱で直之の威厳回復 | 川嶋澄乃 | 塚田哲也 |
| 第7回  | 違反!美香に愛子ブチ切れ            | 川嶋澄乃 | 青山貴洋 | 第27回 | 発売!恋に効く血液型弁当  | 川嶋澄乃 | 塚田哲也 |
| 第8回  | 大胆!桜子の秘行為に衝撃            | 川嶋澄乃 | 青山貴洋 | 第28回 | 勝負のバレンタインデー   | 川嶋澄乃 | 塚田哲也 |
| 第9回  | 純愛!健太が男気を魅せる            | 川嶋澄乃 | 青山貴洋 | 第29回 | 美香、自分の本気に気づく | 川嶋澄乃 | 塚田哲也 |
| 第10回 | 運命!美香が主婦になる!?            | 川嶋澄乃 | 青山貴洋 | 第30回 | 岳史が愛子に重大発言!?   | 川嶋澄乃 | 塚田哲也 |
| 第11回 | 美香が本気で目指すモノ!?           | 川嶋澄乃 | 佐藤浩二 | 第31回 | ダブルでプロポーズ大作戦 | 川嶋澄乃 | 塚田哲也 |
| 第12回 | 仕事の愛子VS恋の美香               | 川嶋澄乃 | 佐藤浩二 | 第32回 | 急転!プロポーズの波乱    | 川嶋澄乃 | 塚田哲也 |
| 第13回 | 愛子の一言で未か大ピンチ           | 川嶋澄乃 | 佐藤浩二 | 第33回 | 直之と岳史、男同士の対決 | 川嶋澄乃 | 塚田哲也 |
| 第14回 | 理想の自分になるために             | 川嶋澄乃 | 佐藤浩二 | 第34回 | 愛子の初デートで直之暴走 | 川嶋澄乃 | 塚田哲也 |
| 第15回 | 愛子に魔の手が忍び寄る!!           | 川嶋澄乃 | 佐藤浩二 | 第35回 | 家族が笑顔になるレシピ   | 川嶋澄乃 | 塚田哲也 |
| 第16回 | 愛子と子供達、人間関係はややこしい | 川嶋澄乃 | 佐藤浩二 | 第36回 | 愛子の決断が江藤家を直撃 | 川嶋澄乃 | 青山貴洋 |
| 第17回 | 愛子の迷い道、くねくね･･･          | 川嶋澄乃 | 佐藤浩二 | 第37回 | 美香は人生の決断をする!  | 川嶋澄乃 | 青山貴洋 |
| 第18回 | 愛子と美香の正念場!!               | 川嶋澄乃 | 佐藤浩二 | 第38回 | 耕治の送別会。美香の決別 | 川嶋澄乃 | 青山貴洋 |
| 第19回 | 空海の㊙正体!美香唖然              | 川嶋澄乃 | 佐藤浩二 | 第39回 | それぞれの幸せのカタチ   | 川嶋澄乃 | 青山貴洋 |
| 第20回 | 美香の恋、一発逆転!?               | 川嶋澄乃 | 佐藤浩二 | 最終回 | オンナ36歳、人生の選択   | 川嶋澄乃 | 青山貴洋 |